# Cantón de Antraigues-sur-Volane
El cantón de Antraigues-sur-Volane era una división administrativa francesa, que estaba situada en el departamento de Ardecha y la región de Ródano-Alpes.

## Composición
El cantón estaba formado por once comunas:
- Aizac
- Antraigues-sur-Volane
- Asperjoc
- Genestelle
- Juvinas
- Labastide-sur-Bésorgues
- Lachamp-Raphaël
- Laviolle
- Mézilhac
- Saint-Andéol-de-Vals
- Saint-Joseph-des-Bancs

## Supresión del cantón de Antraigues-sur-Volane
En aplicación del Decreto nº 2014-148 de 13 de febrero de 2014, el cantón de Antraigues-sur-Volane fue suprimido el 22 de marzo de 2015 y sus 11 comunas pasaron a formar parte del nuevo cantón de Aubenas-1.